# Iluzja podatkowa
Iluzja podatkowa – zjawisko występujące często w przypadku zastosowania podatków pośrednich (np. VAT) polegające na tym, iż rzeczywiści podatnicy ulegają złudzeniu, że podatek płaci ktoś inny, a w konsekwencji nie doceniają kosztów, jakie ponoszą w związku z realizacją programów publicznych. Zjawisko iluzji podatkowej jest jedną z przyczyn rozrostu instytucji państwowych.
Źródło: Polityka gospodarcza, pod red. Henryka Ćwiklińskiego, Gdańsk 2004.